# Pachycerianthus longistriatus
Pachycerianthus longistriatus är en korallart som beskrevs av Carter 1995. Pachycerianthus longistriatus ingår i släktet Pachycerianthus och familjen Cerianthidae. Inga underarter finns listade i Catalogue of Life.